# Caslon

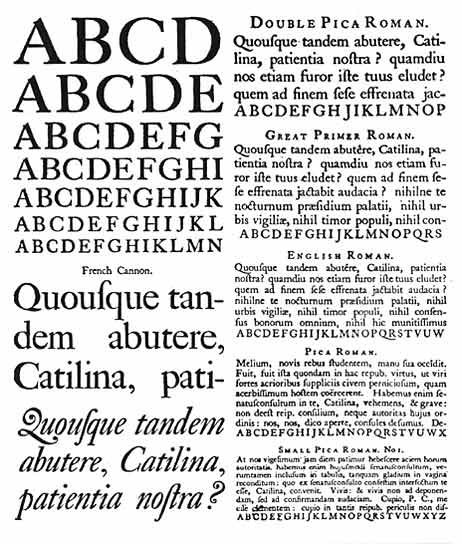
Tipografía Caslon, 1734.

Caslon se refiere a una extensa familia de tipos de letra que se originan en los tipos dibujados y fundidos por el tipógrafo británico William Caslon. La familia tipográfica Caslon salió a la luz por primera vez en 1734 en un catálogo publicado por Caslon; esta tipografía es considerada como la primera tipografía británica, pues en ese tiempo, los impresores británicos solían importar todos los tipos de los Países Bajos

## Características
Caslon es una tipografía romana o con serifas, que se caracteriza por tener terminaciones en ángulos rectos, modulación moderada y un cierto parecido con las letras cancillerescas venecianas.

## Uso a través del tiempo
La tipografía Caslon fue producida inicialmente de forma exclusiva por H.W. Caslon & Company; Caslon fue ampliamente usada durante el siglo XVIII, particularmente en el Reino Unido y sus colonias; era el tipo que se importaba en mayor grado a las Trece colonias norteamericanas, caso curioso es que la apariencia áspera que tenían los primeros impresos en Norteamérica, se pueden atribuir en parte a la oxidación que sufrían los tipos Caslon y otros durante el largo viaje desde las islas británicas. La tipografía Caslon fue la que se usó para imprimir la declaración de independencia de los Estados Unidos. Sin embargo, con el advenimiento de nuevas tecnologías de impresión a finales de ese siglo, la tipografía Caslon cayó en desuso, dando paso al uso de otras tipografías como la Bodoni. Durante el siglo XIX, la Caslon desapareció del ámbito editorial, cuando la sucesora de H.W. Caslon & Company, la Stephenson, Blake & Company, relegó la tipografía publicándola en un catálogo lleno de fuentes que para la época eran consideradas "diseños modernos".
No fue hasta finales del siglo XIX con el surgimiento del movimiento Arts and Craft que la tipografía Caslon volvió a reaparecer, pues este movimiento veía en los siglos anteriores al boom de la industrialización una historia tipográfica llena de tipografías maravillosas y olvidadas por causa de las nuevas tecnologías. Pronto las principales fundidoras como American Type Founders, Monotype, y Linotype comenzaron a realizar numerosas versiones de la Caslon para suplir la demanda creada; era muy popular por la época, dentro del gremio de impresores escuchar de boca de ellos: "Ante la duda, usa Caslon", este dicho fue utilizado más tarde con otra tipografía que revolucionó el diseño gráfico contemporáneo: "ante la duda, usa Helvética".
Actualmente la popularidad de la Caslon ha mermado un poco, sin embargo sigue siendo muy utilizada en la composición de libros. Existen versiones digitales realizadas por la casa Adobe y la nueva H.W. Caslon & Company, en donde, los "fundidores digitales" tratan de apegarse al máximo a los diseños originales de William Caslon.